# Brakwaterpissebed
De brakwaterpissebed (Idotea chelipes) is een pissebed uit de familie Idoteidae. De wetenschappelijke naam van de soort werd in 1766 voor het eerst geldig gepubliceerd door Peter Simon Pallas als Oniscus chelipes.